# Церковь Святого Георгия (Калонже)
Приход в честь святого великомученика Георгия и святой мученицы Анастасии (кат. Capella del Comtat de Sant Jordi) — храм Русской православной церкви, расположенный в городе Калонже, район Баш-Эмпорда (Каталония, Испания). Здание внесено в Список культурного наследия местного значения.

## Описание
Круглая часовня с крыльцом из полукруглых арок, поддерживаемых колоннами тосканского ордера. В части алтаря открывается полукруглая апсида с двумя боковыми дверями и коридором, выполняющим роль ризницы. Стену пересекают 8 полукруглых окон с витражами с фигурами (Богоматерь Кармельская, святой Пётр Рыбак, святой Франциск из Паолы, святая Варвара, святой Раймунд де Пеньяфорт, святой Лаврентий, святой Исидор Крестьянин и святой Иосиф). Над прямоугольной дверью находится окно типа бычий глаз. По всему периметру идет выступ, а наверху — 12 «бычьих глаз» поменьше. Часовня покрыта полусферическим куполом из плитки, на котором возвышается колокольня с 8 арками, увенчанная кованым железным крестом. Наличники, обрамления проемов, капители и основания колонн выполнены из терракоты.

## История
Часовня является работой архитектора Гильема де Копс. Она была построена в 1947 году и освящена пять лет спустя. В 1953 году в нише алтаря был установлен образ святого Георгия.
В 2009—2014 годах была арендована Армянской апостольской церковью как церковь святого Геворка (арм. Կալոնժեի Սուրբ Գևորգ հայկական եկեղեցի) и фактически была первой армянской церковью в Испании.
До августа 2014 года часовня находилась в подчинении католической церкви Сан-Марти-де-Калонже, относящейся к епархии Жироны, потом была продана Украинской православной церкви за 600 000 евро, причём образ святого Георгия остался у католической церкви. На 2022 год здание принадлежит Испанско-Португальской епархии Русской православной церкви.

## Галерея

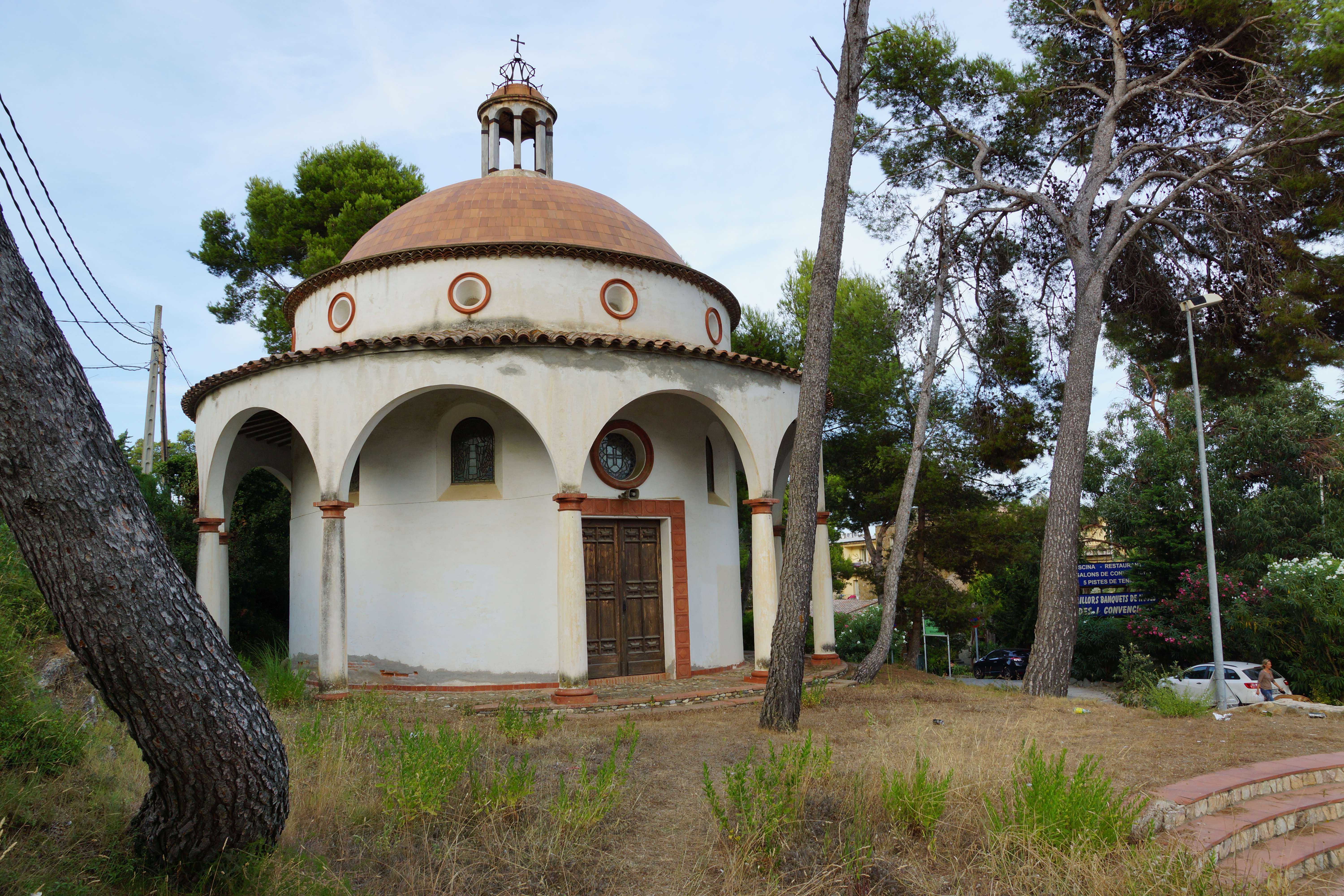
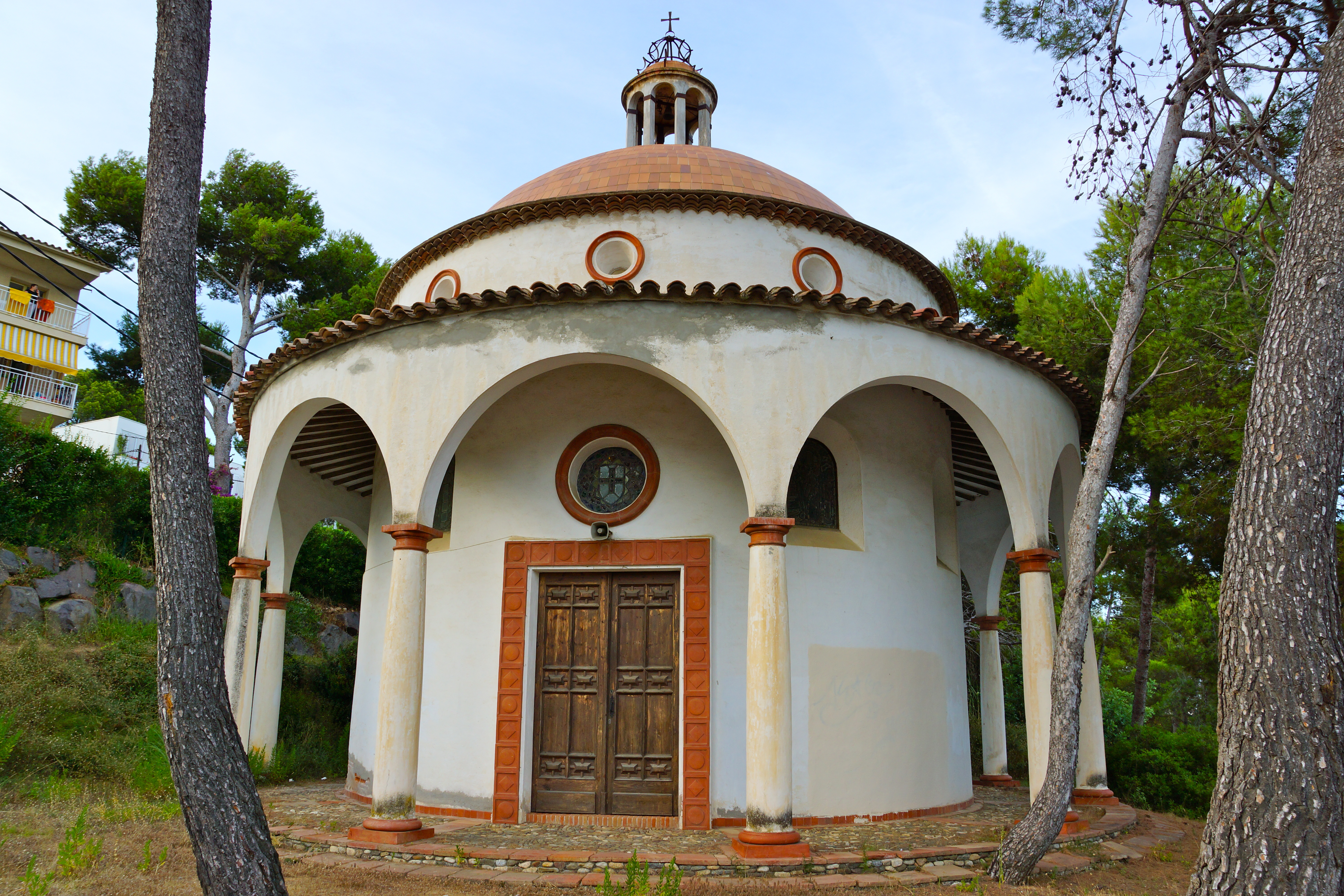
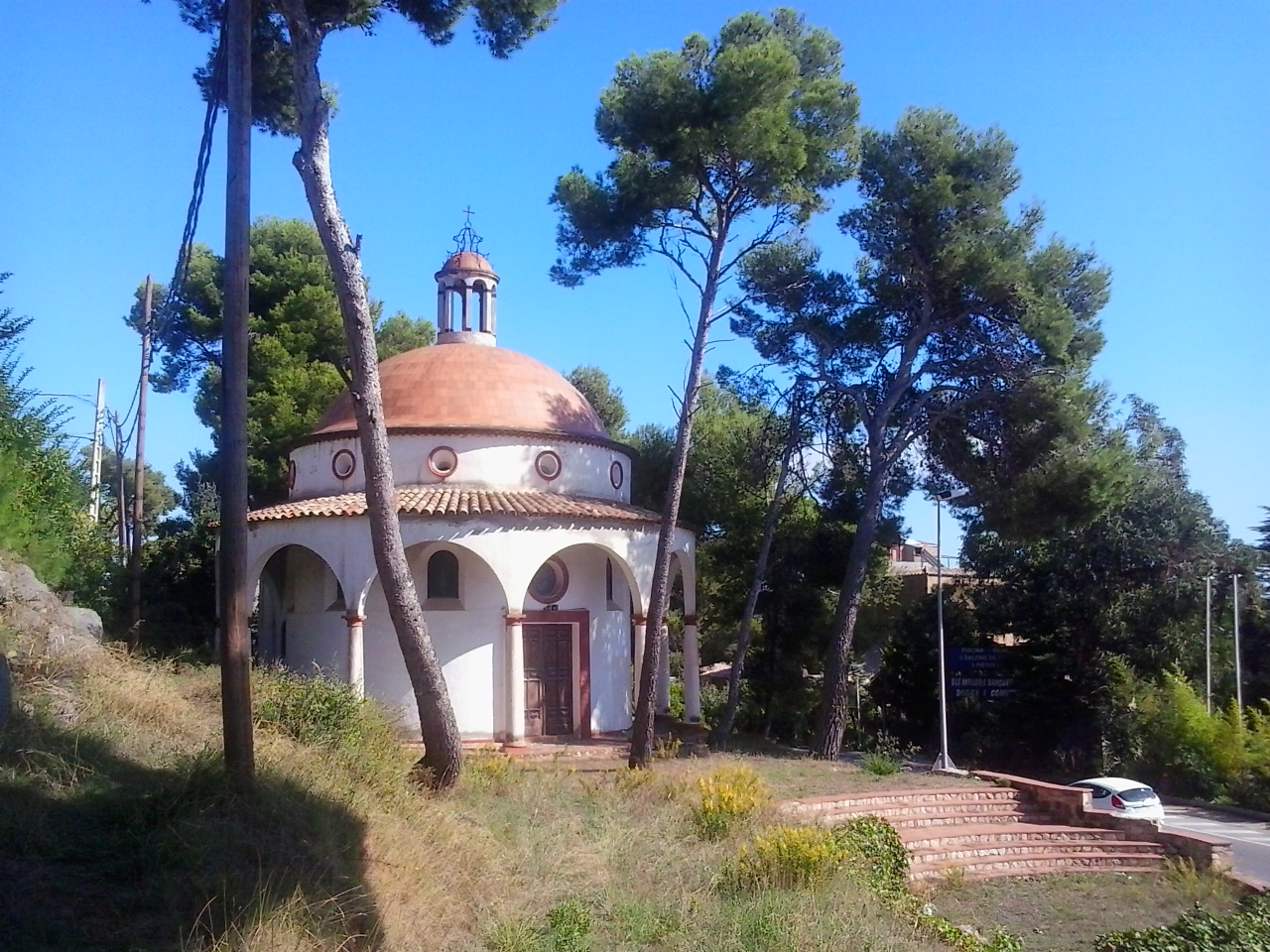